# Onze-Lieve-Vrouw-ten-Boskerk
De Onze-Lieve-Vrouw-ten-Boskerk is de parochiekerk van de tot de Oost-Vlaamse gemeente Sint-Niklaas behorende plaats Nieuwkerken-Waas, gelegen aan Ten Bos 1.

## Geschiedenis
Oorspronkelijk was sprake van de vondst van een miraculeus Mariabeeldje in  een bos, waarnaar in 1217 al bedevaarten werden gehouden.
In 1294 splitste Nieuwkerken zich als zelfstandige parochie af van die van Sint-Niklaas. Over de bouwgeschiedenis van de kerk is niet veel bekend. In 1646 brandde de kerk af. In 1649 kon de kerk weer in gebruik worden genomen en 1653 werd een nieuwe toren gebouwd. De kerk was een driebeukige pseudobasilicale kruiskerk met achtkante vieringtoren. In 1737 werd een sacristie bijgebouwd.
Al in 1766 bleek de kerk te klein en bovendien was hij beschadigd. Uiteindelijk werd de kerk in 1792 afgebroken en werd in 1793 een nieuwe kerk ingewijd.

## Gebouw
Het betreft een driebeukig kerkgebouw zonder transept, in classicistische stijl. Het geheel werd uitgevoerd in baksteen, op een zandstenen plint. De kerk heeft een halfingebouwde westtoren en een halfronde apsis.

## Interieur
Van belang zijn enkele schilderijen zoals een Kruisafneming naar een werk van Peter Paul Rubens; een schilderij Marteldood van Sint-Sebastiaan naar een werk van Jacob Jordaens; een 17e-eeuws schilderij voorstellende de Heilige Maagd Maria, Maria-Magdalena en Catharina. Van Cornelis Vos is een Nederdaling van de Heilige Geest (1613). Voorts een Graflegging van Christus. Er is een 14e-eeuws beeldje van Onze-Lieve-Vrouw-ten-Bos.
Het koorgestoelte en de orgelkast zijn van 1795, de biechtstoelen zijn van 1780 en 1795, en de preekstoel is van 1804.

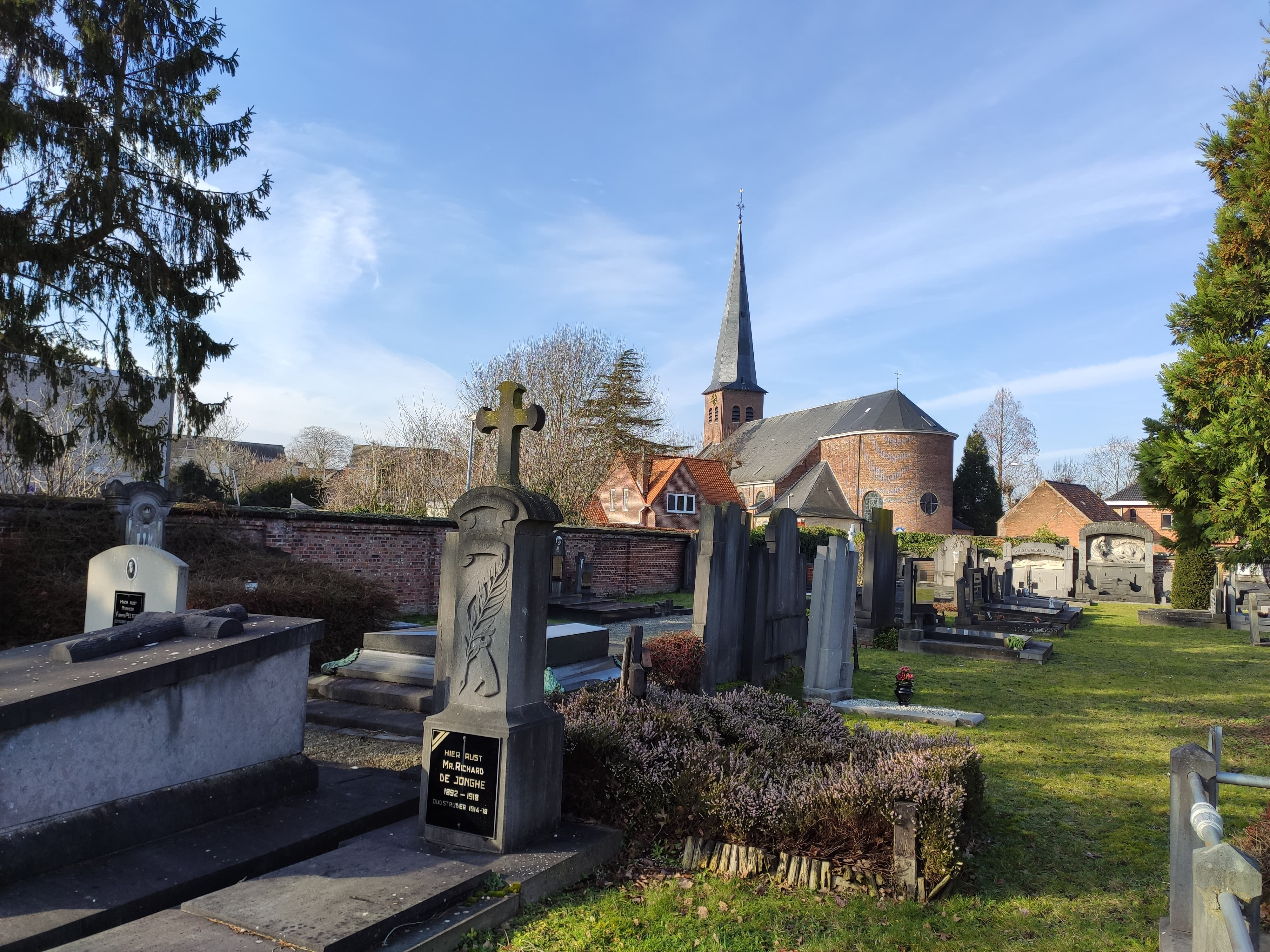
De achterzijde van de kerk, gezien vanaf het kerkhof

Christus Koningkerk · 
Don Boscokerk · 
Heilige Familiekerk · 
Heilige Pastoor van Arskerk · 
Onze-Lieve-Vrouw-ten-Boskerk · 
Onze-Lieve-Vrouw-van-Bijstand-der-Christenenkerk · 
Sint-Andreas- en Ghislenuskerk · 
Sint-Antoniuskerk · 

Sint-Catharinakerk · 
Sint-Jan-de-Doperkerk · 
Sint-Jobkerk · 
Sint-Jozefskerk · 
Sint-Nicolaaskerk
Voormalige kerken:
Heilig-Hartkerk · 
Sint-Franciscuskerk